# Ганутка (приток Усы)
Ганутка (бел. Ганутка) — река в Червенском и Березинском районах Минской области Белоруссии, правый приток реки Уса.
Длина реки — 18 км. Площадь водосборного бассейна — 90 км². Уклон реки — 1,2 м/км.
Берёт начало в 260 метрах к юго-западу от деревни Климов Лог (в 2 км к северу от деревни Горки), течёт по открытой местности в северо-западном направлении, через 0,9 км поворачивает на север, протекая мимо лесного массива, после чего через 360 метров, вновь выходя на открытую местность, делает поворот на северо-восток. Течёт в северо-восточном направлении около 2,5 км, минуя деревню Заборье, после чего плавно меняет направление на северное. Протекая ещё в течение 2,5 км между лугами и заболоченными лесными массивами, резко поворачивает на восток. Через 0,3 км меняет направление на северо-восточное, ещё через 0,2 км пересекает автодорогу местного значения Хутор—Гродзянка, выходя на открытую местность и придерживаясь северо-восточного направления ещё 0,4 км. После этого делает поворот на юго-восток, через 340 метров делает зигзаг на северо-восток, но примерно через 0,2 км, в районе урочища Марысино, возвращается к юго-восточному направлению. Через около 630 метров плавно поворачивает на восток, затем постепенно меняет направление на северо-восточное. Километр спустя делает несколько небольших изгибов и затем, в северной части деревни Большая Ганута, образует протяжённый пруд длиной 1,3 км и шириной до 140 метров, вытянутый с запада на восток и подпруженный плотиной. Ниже плотины русло реки сужается, становится более извилистым, заболоченная пойма покрыта древесно-кустарниковой растительностью. Река придерживается восточного—северо-восточного направления, а через примерно 3 километра, на границе Червенского и Березинского районов, войдя в лесной массив, поворачивает на юго-восток. Минуя деревню Калюга 1 и выйдя на открытую местность, в районе деревни Калюга 2 плавно меняет направление на южное. Ближе к устью пойма опять покрывается лесо-кустарниковой растительностью, а её направление опять меняется на юго-восточное. Впадает в Усу к северу от деревни Головные Ляды. От истока на протяжении 13 километров (от истока не доходя до начала пруда; от границы Червенского и Березинского районов до западной части деревни Головные Ляды, не доходя до устья) русло реки канализировано.